# Garriscaphus oreines
Garriscaphus oreines är en mångfotingart som beskrevs av Chamberlin R. 1941. Garriscaphus oreines ingår i släktet Garriscaphus och familjen trädgårdsjordkrypare. Inga underarter finns listade i Catalogue of Life.